# Soulé Mana Lawani
Soulé Mana Lawani est un homme politique béninois. Il est ministre dans le gouvernement de Boni Yayi.

## Carrière
Soulé Mana Lawani est une personnalité politique béninoise. Il entre au gouvernement de Boni Yayi lors du remaniement opéré par ce dernier le 17 juin 2007. Il occupe le poste de ministre de l’économie et des finances. Lors des élections présidentielles de 2011, à la surprise générale, il n'apporte pas son soutien à Boni et lui préfère Abdoulaye Bio Tchané pour dit-il chasser Boni Yayi du pouvoir. Cette décision fait suite à son abandon par le pouvoir exécutif quand il est soupçonné de malversations financières car des dysfonctionnements sont relevés dans les procédures de passation de marchés publics et la qualité des travaux réalisés dans le cadre du 10e sommet de la CEN-SAD. Il sera aussi cité dans l'affaire du siège de l'assemblée nationale,,,,,,.